# Csépányfalva
Csépányfalva (1899-ig Stepanó, szlovákul Štefanov) község Szlovákiában, a Nagyszombati kerületben, a Szenicei járásban.

## Fekvése

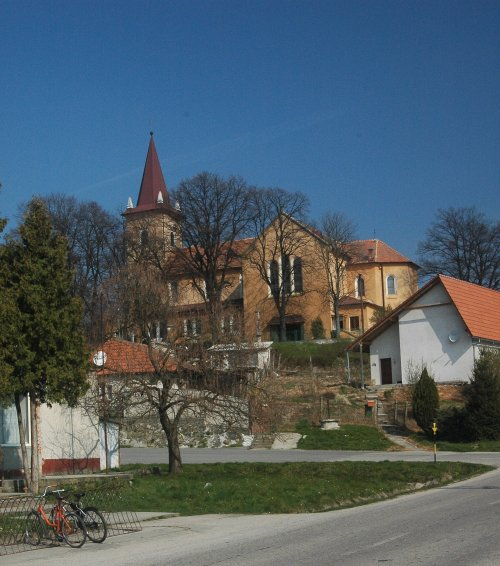
A templom

Szenicétől 12 km-re nyugatra fekszik.

## Története
1392-ben említik először.
Vályi András szerint "STEPANO. Tót falu, és irtvány Nyitra Várm. Sassinhoz fél mértföldnyire."
Fényes Elek szerint "Stepánov, tót falu, Nyitra vmegyében, közel a Miava vizéhez, Sasvártól egy mértföldnyire. Lakja: 1460 kath., 28 zsidó. Kath. paroch. templom. Erdeje szép; sok kender; szép szarvasmarha-tenyésztés; 3 vizimalom; jó rétek. F. u. Ő csász. kir. felsége."
A trianoni békeszerződésig Nyitra vármegye Szenicei járásához tartozott.

## Népessége
| Év:            | 1994. | 2004.   | 2014.   | 2024.   |
| -------------- | ----- | ------- | ------- | ------- |
| Emberek száma: | 1638  | 1621    | 1680    | 1595    |
| Eltérés:       |       | -1,03 % | +3,63 % | -5,05 % |

| Év:            | 2023. | 2024.   |
| -------------- | ----- | ------- |
| Emberek száma: | 1589  | 1595    |
| Eltérés:       |       | +0,37 % |

1910-ben 1588, túlnyomórészt szlovák lakosa volt.
2001-ben 1633 lakosából 1595 szlovák volt.
2011-ben 1659 lakosából 1612 szlovák.